# Lista de capítulos de Bakuman
O mangá Bakuman escrito por Tsugumi Ōba e ilustrado por Takeshi Obata, foi publicado pela editora Shueisha na revista Weekly Shōnen Jump. O primeiro capítulo de Bakuman foi publicado em agosto de 2008 e a publicação encerrou em abril de 2012 no capítulo 176, contando com 20 volumes. Nesta página, os capítulos estão listados por volume, com seus respectivos títulos originais (volumes com seus títulos originais abaixo do traduzido e capítulos com seus títulos originais na coluna secundária).
No Brasil, é licenciado pela editora JBC e foi publicado entre agosto de 2011 e abril de 2013.

## Volumes 1~10
| - 1. Sonho e Realidade - 2. Tolo e Sábio - 3. Pena e Nomes - 4. Pais e Filhos - 5. Tempo e Chave - 6. Melhor e Pior - 7. Sorriso e Rosto Vermelho | - 1. 夢と現実 (Yume to Genjitsu) - 2. 馬鹿と利口 (Baka to Rikō) - 3. ペンとネーム (Pen to Nēmu) - 4. 親と子 (Oya to Ko) - 5. 時と鍵 (Toki to Kagi) - 6. ピンとキリ (Pin to Kiri) - 7. 笑顔と赤面症 (Egao to Sekimenshō) |

| - 8. Cenouras e Gravetos - 9. Condição e Rumo à Capital - 10. Ansiedade e Expectativa - 11. Arrependimento e Consentimento - 12. 10 e 2 - 13. Chocolates e Akamaru - 14. Banquete e Formatura - 15. Envio e Resposta - 16. Imediatas e Oficiais | - 8. アメとムチ (Ame to Muchi) - 9. 条件と上京 (Jōken to Jōkyō) - 10. 不安と期待 (Fuan to Kitai) - 11. 後悔と納得 (Kōkai to Nattoku) - 12. 10と2 (Jū to Ni) - 13. チョコと赤マル (Choko to Akamaru) - 14. 御馳走と卒業 (Gochisō to Sotsugyō) - 15. 送信と返信 (Sōshin to Henshin) - 16. 速報と本ちゃん (Sokuhō to Honchan) |

| - 17. Batalha e Plágio - 18. Rival e Amigo - 19. Estreia e Impaciência - 20. Futuro e Etapas - 21. Bloqueio e Beijo - 22. Obstáculo e Juventude - 23. Arrogância e Gentileza - 24. Caderno e Personagens - 25. Ciúme e Amor | - 17. バトルと模写 (Batoru to Mosha) - 18. ライバルと友達 (Raibaru to Tomodachi) - 19. デビューと焦り (Debyū to Aseri) - 20. 未来と階段 (Mirai to Kaidan) - 21. 壁とキス (Kabe to Kisu) - 22. 邪魔と若さ (Jama to Wakasa) - 23. 天狗と親切 (Tengu to Shinsetsu) - 24. ノートとキャラ (Nōto to Kyara) - 25. 嫉妬と愛 (Shitto to Ai) |

| - 26. Acompanhado e Sozinho - 27. Estrategista e Estratégia - 28. Cooperação e Condições - 29. Literatura e Música - 30. Solidariedade e Desentendimento - 31. Terça e Sexta - 32. Ligação e Véspera - 33. Aceito e Rejeitado - 34. Aquele que Caça e Aquele que é Caçado | - 26. 2人と1人 (Futari to Hitori) - 27. 策士と騙し (Sakushi to Damashi) - 28. 協力と条件 (Kyōryoku to Jōken) - 29. 文学と音楽 (Bungaku to Ongaku) - 30. 団結と決裂 (Danketsu to Ketsuretsu) - 31. 火曜と金曜 (Kayō to Kin'yō) - 32. 電話と前夜 (Denwa to Zen'ya) - 33. ありとなし (Ari to Nashi) - 34. 追う者と追われる者 (Ou Mono to Owareru Mono) |

| - 35. Felicidade e Tristeza - 36. Silêncio e Festa - 37. Diretor e Pássaros - 38. Janela e Neve - 39. Memórias e Álbum de Fotos - 40. Oceano e o Flutuar - 41. Nível e Paciência - 42. Comédia e Diálogo - 43. Piadas e Novidades | - 35. 嬉しさと寂しさ (Ureshisa to Sabishisa) - 36. 沈黙と宴 (Chinmoku to Utage) - 37. 取締役とトリ (Torishimariyaku to Tori) - 38. 窓と雪 (Mado to Yuki) - 39. 文集と写真集 (Bunshū to Shashinshū) - 40. 海と浮き沈み (Umi to Ukishizumi) - 41. テコと我慢 (Teko to Gaman) - 42. 笑いとセリフ (Warai to Serifu) - 43. ボケとニュース (Boke to Nyūsu) |

| - 44. Gratidão e Reviravolta - 45. Doença e Ambição - 46. Observar e Apoiar - 47. Contradição e Motivo - 48. Vida-e-Morte e Repouso - 49. Anulação e Ligação - 50. Imprudência e Tenacidade - 51. Reintrodução e Recaída - 52. Respostas e Precipitações | - 44. 恩返しと裏返し (Ongaeshi to Uragaeshi) - 45. 病気とやる気 (Byōki to Yaruki) - 46. 目力と協力 (Mejikara to Kyōryoku) - 47. 矛盾と理由 (Mujun to Riyū) - 48. 生死と静止 (Seishi to Seishi) - 49. リコールとコール (Rikōru to Kōru) - 50. 無茶と根性 (Mucha to Konjō) - 51. 再開と下位 (Saikai to Kai) - 52. 感想と疾走 (Kansō to Shissō) |

| - 53. 18 e 40 - 54. Cômico e Sério - 55. Três Cenas e Três Mangás - 56. Adultos e Crianças - 57. Divisão e Empate - 58. Um Dígito e Dois Dígitos - 59. Prática e Estatística - 60. Homens e Mulheres - 61. Aliados e Colegas | - 53. 18と40 (Jūhachi to Yonjū) - 54. ギャグとシリアス (Gyagu to Shiriasu) - 55. 3カットと3作 (Sankatto to Sansaku) - 56. 大人と子供 (Otona to Kodomo) - 57. フリワケと引き分け (Furiwake to Hikiwake) - 58. 一桁と二桁 (Hitoketa to Futaketa) - 59. 経験とデータ (Keiken to Dēta) - 60. 男性と女性 (Dansei to Josei) - 61. 同盟と同級 (Dōmei to Dōkyū) |

| - 62. Romance e Bilhete - 63. Dúvida e Confiança - 64. Verdade e Segredos - 65. Obstinado e Obediente - 66. Macacos e Casamento - 67. Panchira e Salvador - 68. Banheiro e Banho - 69. Relacionamento Especial e Terra Natal - 70. Terceira Vez e Segundo Trabalho | - 62. 小説と手紙 (Shōsetsu to Tegami) - 63. 不信と信用 (Fushin to Shin'yō) - 64. まんまと隠し事 (Manma to Kakushigoto) - 65. 頑固と素直 (Ganko to Sunao) - 66. 猿と結婚 (Saru to Kekkon) - 67. パンチラと救世主 (Panchira to Kyūseishu) - 68. トイレとお風呂 (Toire to Ofuro) - 69. 特別な仲と田舎 (Tokubetsu na Naka to Inaka) - 70. 三度目と2本目 (Sandome to Nihonme) |

| - 71. Talento e Orgulho - 72. Reclamação e Rugido - 73. Destino e Estrela - 74. Colegas de Classe e Conflito - 75. Novo Lar e Nova Série - 76. Piada e Mensagem - 77. Amor e Rejeição - 78. Desistir e Não Desistir - 79. Egoísmo e Opinião | - 71. 才能とプライド (Sainō to Puraido) - 72. 文句と一喝 (Monku to Ikkatsu) - 73. 縁と星 (En to Hoshi) - 74. 同級生と闘争心 (Dōkyūsei to Tōsōshin) - 75. 新居と新連載 (Shinkyo to Shinrensai) - 76. 決めギャグとメッセージ (Kime Gyagu to Messēji) - 77. 大好きと否定 (Daisuki to Hitei) - 78. やめるとやめない (Yameru to Yamenai) - 79. わがままとアドバイス (Wagamama to Adobaisu) |

| - 80. Aparências e Saudações - 81. Aventura e Persuasão - 82. Dicas e Máximo - 83. Espiões e Próxima Vez - 84. Vestido e Surpresa - 85. Crime Perfeito e Primeiro Obstáculo - 86. Vitória e Derrota - 87. Bolo e Inimigo Poderoso - 88. Expressão e Imaginação | - 80. 見ためと挨拶 (Mitame to Aisatsu) - 81. 冒険と口説き (Bōken to Kudoki) - 82. ヒントとベスト (Hinto to Besuto) - 83. スパイと次回 (Supai to Jikai) - 84. ワンピースとサプライズ (Wanpīsu to Sapuraizu) - 85. 完全犯罪と第一関門 (Kanzen Hanzai to Daiichi Kanmon) - 86. 勝ちと負け (Kachi to Make) - 87. ケーキと強敵 (Kēki to Kyōteki) - 88. 表現力と想像力 (Hyōgenryoku to Sōzōryoku) |